# Christel Schulze
Christel Schulze (* 25. Dezember 1936) ist eine deutsche Sängerin, die in der DDR erfolgreich war.

## Leben
Bereits mit neun Jahren stand Christel Schulze auf der Bühne, mit 14 Jahren erhielt sie Gesangsunterricht. Sie plante, als Sopranistin Opern zu singen. Gleichzeitig spielte sie Gitarre und wurde so mit der Volksmusik und dem Schlager vertraut. 1956 gewann sie den ersten Platz bei der Sendung „Die kleine Premiere“ des Berliner Rundfunks mit Wenn ein Zigeuner weint. Sie studierte Gesang, Klavier, Gitarre, Blockflöte und Akkordeon und nahm bis 1984 etwa 450 Titel auf.
1960 wurde ihr Schlager Baciare beim Plattenlabel Amiga als Single veröffentlicht. Weitere Schlager wie Midi midinette, Hallo, mein Herr, Bimbo, nimm die Gitarre und sing und In Mexiko, da ist das so folgten. 1963 begann sie verstärkt, Volkslieder zu interpretieren, und ging damit im In- und Ausland auf Tournee. Sie gehörte als eine der ersten Sängerinnen zur Hootenanny-Bewegung in der DDR und nahm 1966 mit Klaus Schneider die Single Herbstlied/Liebeslied auf. Mit ihm trat sie häufig als Duo auf, wobei er meist Gitarre spielte.
Christel Schulze konnte in zahlreichen Sprachen singen. 1966 gewann sie beim Internationalen Liederfestival „Lied der Freundschaft“ in Moskau mit ihrer Interpretation von Chrennikows Moskauer Fenster den 1. Preis. Eines ihrer Lieder wurde daraufhin auf sowjetischen Schallplatten veröffentlicht. Sie nahm im selben Jahr an dem Festival „Lied der Freundschaft“ in Budapest und am „Internationalen Jazz-Festival“ in Prag teil. Schulze wandte sich dem Chanson, Jazz und Musical zu. 1971 wurde sie Lehrbeauftragte für Gesang an der Hochschule für Musik „Hanns Eisler“ in Ost-Berlin. Im selben Jahr erhielt sie den ersten Preis für die beste Interpretation eines Soldatenliedes. 1977 nahm die Sängerin an den Chansontagen der DDR in Frankfurt (Oder) teil und gewann den „Preis des VEB Deutsche Schallplatten“. Mehrere ihrer Lieder wurden in DEFA-Filmen als Filmmusik verwendet. 1984 erkrankte ihre Mutter schwer. Schulze zog sich aus dem Musikgeschäft zurück und pflegte ihre Mutter bis zu deren Tod 1991. Sie führte fortan eine kleine Pension und gab Gesangs- und Instrumentalunterricht.
2006 feierte Schulze mit Weggefährten aus ihrer Zeit als Berufsmusikerin ihr 60-jähriges Bühnenjubiläum. Sie lebt in Teltow.

## Diskografie

### Singles
- 1960: Baciare / Hallo, mein Herr (Amiga)
- 1960: Wer weiß, wer weiß (nur B-Seite, Amiga)
- 1960: Schön ist die Liebe / Bleib’ bei mir (Amiga)
- 1960: Midi Midinette / Ein Herz mit so viel Sehnsucht (Amiga)
- 1961: A la ronda (nur B-Seite)
- 1962: Tagelang, nächtelang / Fernando (Amiga)
- 1963: In Mexiko, da ist das so / Tingel-Tangel-Tamburin (Amiga)
- 1966: Herbstlied / Liebeslied (mit Klaus Schneider, Amiga)

### Stücke auf Kompilationen
- 1961: Schön ist die Liebe auf EP (Amiga)
- 1963: In Mexiko, da ist das so auf EP (Amiga)
- 1966: Somebody Loves You und Summertime auf Gershwin-Evergreens (Amiga)
- 1967: Вечерняя Песня auf Гости Москвы, 1966 (EP, Melodija)
- 1967: Вечерняя Песня auf Международный Фестиваль Эстрадной Песни (LP, Melodija)
- 1967: Moskauer Fenster auf Abend an der Moskwa (Amiga)
- 1967: Die Liebe ist wie der April auf Schlager 1966 (Amiga)
- 1968: Bau mir ein Haus auf Schlager 1968 (Amiga)
- 1969: Das Kutschenlied, So verliebt und Ich hab’ die goldene Sonne auf Musical Erfolge (Amiga)
- 1972: Die Taube auf Sur le pont – Folklore Modern (Amiga)
- 1978: Sei mal verliebt (Let’s Do It) auf Melodien aus internationalen Musicals (Amiga)